# Karbamoylchlorid

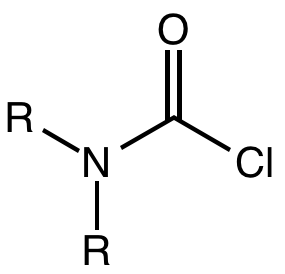

Karbamoylchlorid je organická sloučenina se vzorcem H2NCOCl. Je nestálá, ale byla popsána řada jejích N-substituovaných derivátů, obsahujících funkční skupiny s obecným vzorcem R2NC(O)Cl, také nazývaných karbamoylchloridy. Většinou jde o látky citlivé na vlhkost, bezbarvé a rozpustné v nepolárních organických rozpouštědlech. Jako příklad sloučeniny může sloužit dimethylkarbamoylchlorid (teplota tání −90 °C a teplota varu 93 °C). Karbamoylchloridy se využívají na výrobu řady pesticidů, například karbofuranu a aldikarbu.

## Příprava
Karbamoylchloridy se získávají reakcemi aminů s fosgenem:
2 R2NH + COCl2 → R2NCOCl + [R2NH2]Cl
Další možnost představuje působení chlorovodíku na izokyanáty:
RNCO + HCl → RNHCOCl
Tímto způsobem je možné vytvořit i N-substituované karbamoylchloridy .

## Reakce
Reakci, která je obvykle nežádoucí, představuje hydrolýza karbamoylchloridů na karbamové kyseliny:
R2NCOCl + H2O → R2NC(O)OH + HCl
V důsledku působení aminoskupiny jsou tyto sloučeniny méně náchylné k hydrolýze než běžné acylchloridy.
Podobná, ale lépe využitelná, je odpovídající reakce s alkoholy:
R2NCOCl + R'OH + C5H5N → R2NC(O)OR' + C5H5NHCl